# Sukamade
La plage de Sukamade se trouve dans le kabupaten (département) de Banyuwangi, dans la province de Java oriental, dans la partie la plus orientale de l'île de Java en Indonésie. Elle est située sur la côte sud, à 97 km au sud ouest de la ville de Banyuwangi.

## Faune
Sukamade fait partie du parc national de Meru Betiri. Sa plage constitue un site de ponte pour plusieurs espèces de tortues marines, principalement la nuit, avec une activité accrue lors des nuits de pleine lune[réf. nécessaire]. 